# Gabrielle van Zuylen
Gabriëlle (Gaby) Andrée Iglesias Velayos y Taliaferro, née le 9 juillet 1933 à Perpignan (Pyrénées-Orientales) et morte le 3 juillet 2010 à Paris, baronne van Zuylen van Nyevelt van de Haar, est une paysagiste, designer et femme de lettres néerlandaise.

## Biographie
Fille du consul d'Espagne à Perpignan, elle grandit aux États-Unis et suit ses études au Radcliffe College.
Elle épouse le baron Thierry van Zuylen van Nyevelt van de Haar (nl), petit-fils d'Étienne van Zuylen van Nyevelt et de Hélène de Rothschild, et frère de Marie-Hélène van Zuylen van Nyevelt van de Haar, dont elle divorcera.
Elle est propriétaire du Haras de Varaville et de son jardin réalisé par Russell Page.
Elle a entrenu une relation avec Pierre Nora.
Elle est membre de l'International Dendrology Society (de) et de la Société des amateurs de jardins.

## Publications
- Jardins privés en France (avec Anita Pereire, 1983, Prix Lange)
- Les jardins de Russell Page (avec Marina Schinz, 1991)
- Tous les jardins du monde, collection « Découvertes Gallimard / Culture et société » (no 207) (1994, nouvelle édition en 2013)[2]
- The Garden - Visions of Paradise, « New Horizons » series, Thames & Hudson (1995)
- Paradise on Earth: The Gardens of Western Europe, « Abrams Discoveries » series, Abrams Books (1995)
- Alhambra, un paradis mauresque (1999)
- Apremont, une folie française (avec Gilles de Brissac, 2007)
- Monet's Garden In Giverny (2009)
- Stourhead : English Arcadia